# Distrikt Ituata
Der Distrikt Ituata liegt in der Provinz Carabaya in der Region Puno in Südost-Peru. Der Distrikt besitzt eine Fläche von 1257 km². Beim Zensus 2017 wurden 7998 Einwohner gezählt. Im Jahr 1993 betrug die Einwohnerzahl 5194, im Jahr 2007 6108. Sitz der Distriktverwaltung ist die 3770 m hoch gelegene Ortschaft Tambillo mit 525 Einwohnern (Stand 2017). Tambillo befindet sich knapp 32 km nordöstlich der Provinzhauptstadt Macusani.

## Geographische Lage
Der Distrikt Ituata befindet sich zentral in der Provinz Carabaya. Die Längsausdehnung in SSW-NNO-Richtung beträgt knapp 60 km, die maximale Breite liegt bei etwa 27 km. Im äußersten Süden erhebt sich ein Gebirgsmassiv mit den Gipfeln Nevado Queroni (5269 m) und Nevado Balansani (5364 m). Die Höhenkämme der peruanischen Ostkordillere durchziehen den Distrikt. Die Flüsse Río Ayapata, Río Tambillo, Río Upina, Río Pararani und Río Tinquicocha entwässern das Areal nach Norden zum Río Inambari. Der Río Inambari fließt entlang der nordöstlichen Distriktgrenze in Richtung Westnordwest.
Der Distrikt Ituata grenzt im äußersten Süden an den Distrikt Ajoyani, im Südwesten an den Distrikt Macusani, im Westen und Nordwesten an den Distrikt Ayapata sowie im Nordosten und im Südosten an den Distrikt Coasa.

## Ortschaften
Im Distrikt gibt es neben dem Hauptort folgende größere Ortschaften:
- Ituata
- Quety (203 Einwohner)
- Tayaccucho (306 Einwohner)
- Upina (1094 Einwohner)